# Morla (torrente)
Il Morla, o meglio La Morla come viene comunemente e tradizionalmente chiamata a Bergamo, è un torrente della provincia di Bergamo.

## Geografia

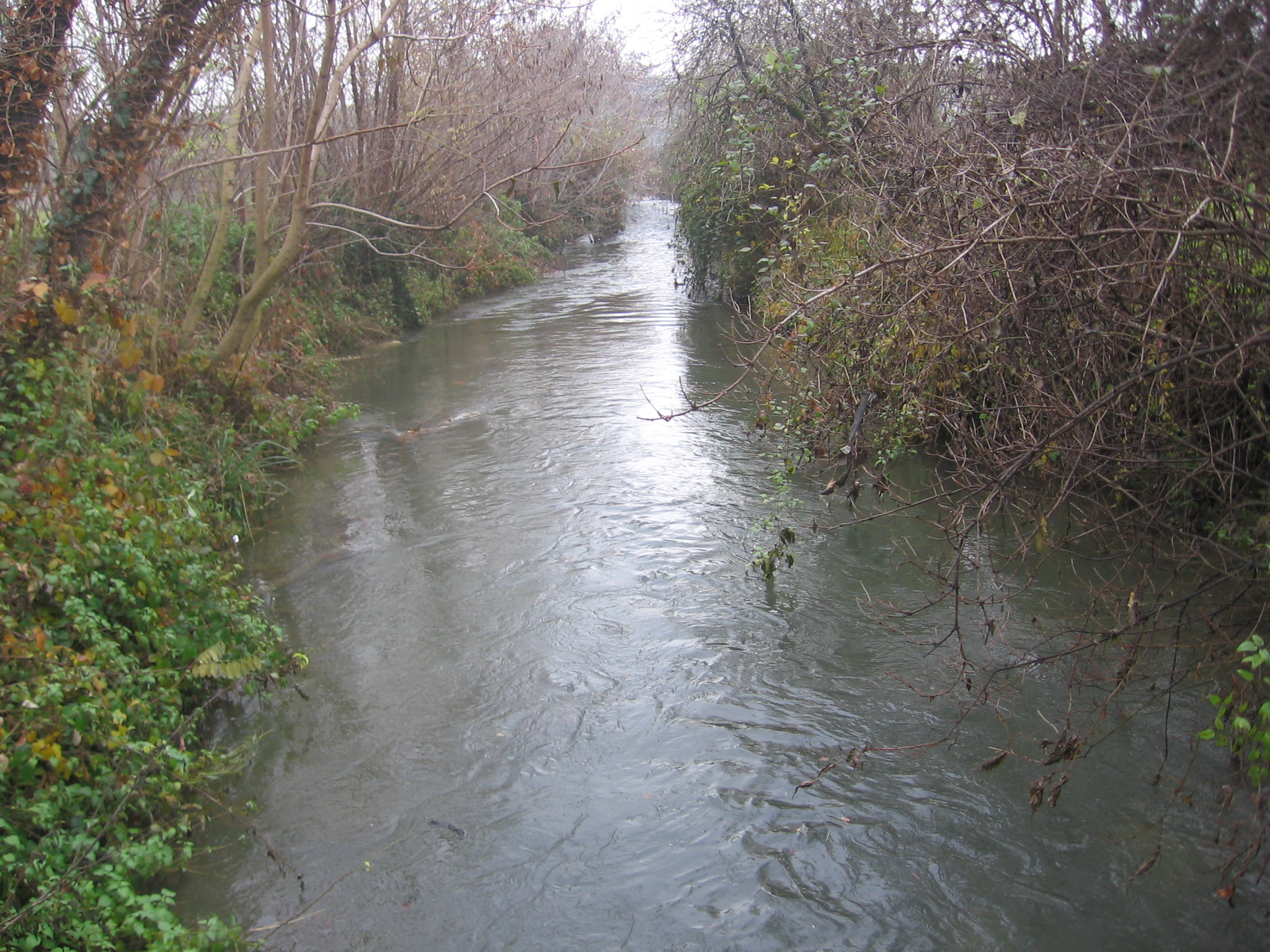
Il Morla nella pianura

Il torrente, che in latino si chiamava "Murgula", nasce sulle pendici meridionali del Canto Alto (val di Baderen), dal Monte Solino (valle Morla) e dal Col di Ranica, queste ultime propaggini della Maresana, il colle che sovrasta la città di Bergamo. Riceve le acque dei torrenti tributari Tremana e Gardellone appartenenti allo stesso bacino imbrifero e che si gonfiano soltanto in seguito ad abbondanti piogge. Del Gardellone riceve soltanto le acque di sfioro da quando, nel 1950, per evitare che Morla esondasse in città, il torrente fu deviato direttamente al fiume Serio in territorio di Torre Boldone. Anche il Morla negli ultimi anni ha una portata idrica molto ridotta che spesso si avvicina allo zero, ma nei momenti di piena può sfiorare una portata massima di 100 m³.
Nonostante nasca nel territorio di Sorisole e Ponteranica, è considerato da sempre il fiume di Bergamo visto che ben 8 chilometri dei 14 totali sono compresi nel territorio comunale del capoluogo orobico.
Qui solca il quartiere di Valtesse, posto a nord, per poi dirigersi con andamento sinuoso verso il centro cittadino percorrendo via Giulio Cesare e lambendo Borgo Santa Caterina. In questi tratti il percorso cittadino è caratterizzato da una forzata canalizzazione e da una copertura che interessa quasi la metà dell'itinerario stesso.

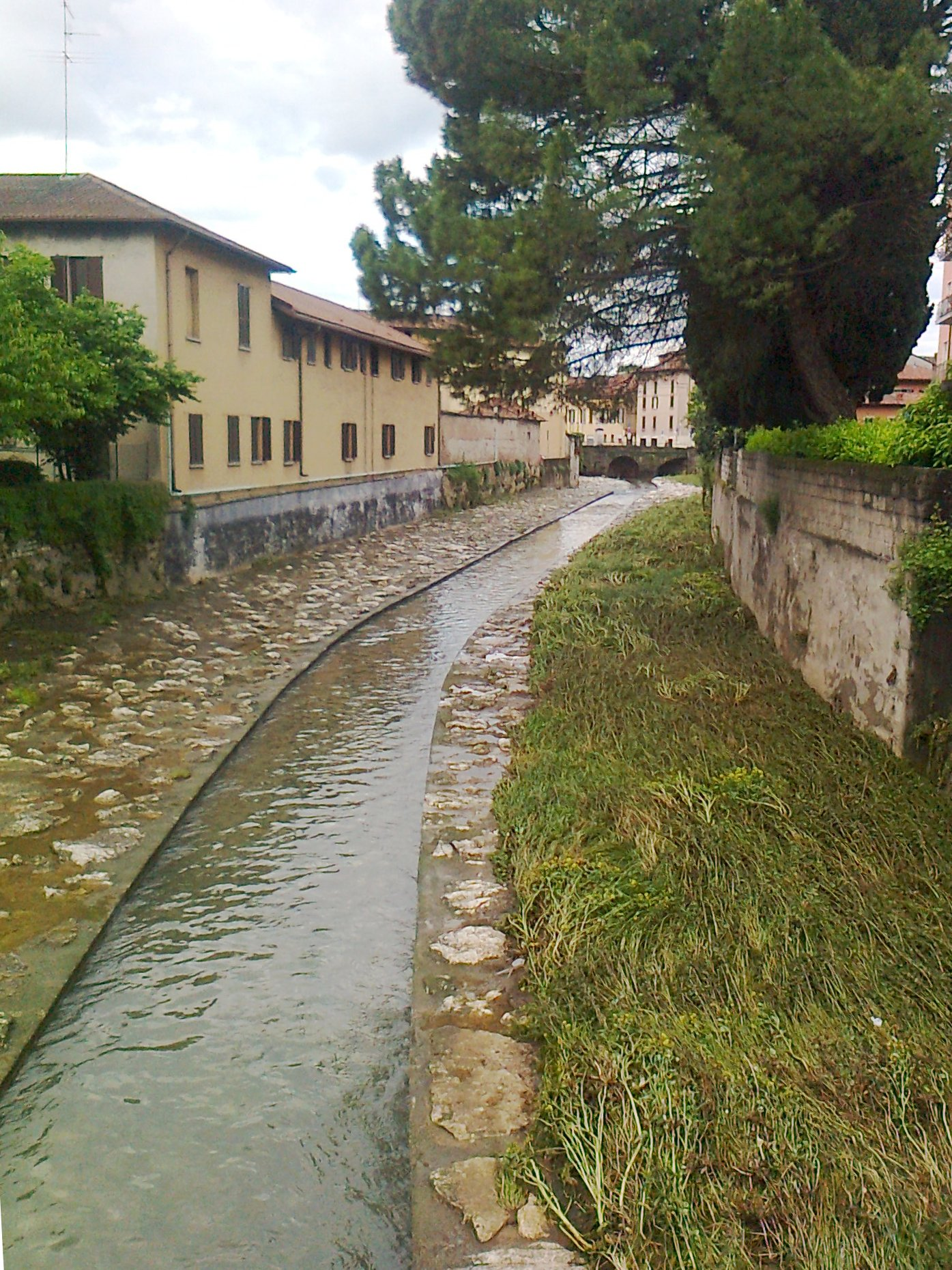
Nel centro cittadino, nei pressi del parco del Galgario

Successivamente svolta verso Borgo Palazzo in pieno centro cittadino, andando, in direzione sud, verso la stazione ferroviaria e il quartiere di Campagnola, ove abbandona il comune di Bergamo per abbracciare i campi della pianura diramandosi in due direzioni, l'una verso sud, in direzione Orio al Serio, l'altra verso sud-ovest, toccando prima il vecchio borgo detto delle Canovine per poi giungere, dopo un ulteriore tratto sotterraneo, che permette il superamento dell'autostrada e dell'asse interurbano, ad Azzano San Paolo.
Qui i due rami si ricongiungono e proseguono verso sud, costeggiando la strada statale 591 Cremasca. L'andamento lineare di questo tratto è dovuto ad una forte canalizzazione e ad una conseguente cementificazione avvenuta nei secoli scorsi, anche se qui il Morla è accompagnato da una fitta vegetazione che ne costeggia i lati.
Appena entrato in territorio di Zanica, il tragitto del fiume compie una brusca svolta verso sud-ovest, al fine di evitare il centro abitato e, bagnando le attigue campagne, raggiunge il territorio di Comun Nuovo. A nord del paese il corso, ormai ridotto ad un canale artificiale, si divide in due rami cingendo i campi coltivati, situazione che contribuì in modo determinante allo sviluppo del borgo stesso e della sua economia nei secoli scorsi.
Qui comincia ad essere fatto oggetto di un consistente prelievo di acqua, operato da numerosissimi canali utilizzati in agricoltura per l'irrigazione, che interessano anche i comuni di Levate, Stezzano, Pognano, Spirano e Verdello.
Dopo aver quindi lasciato alle spalle il territorio di Comun Nuovo il corso diventa sempre meno evidente, arrivando a nord del paese di Spirano con ulteriori divisioni in canali minori, tanto da rendere difficile la distinzione tra il corso principale e quelli secondari. Qui il Morla si disperde tra canali irrigui ed un fondo con terreno permeabile.
Tuttavia, secondo alcune cartine storiche, è presumibile che nel passato il suo corso proseguisse attraverso la pianura centrale bergamasca, superando il Fosso bergamasco e lambendo i centri abitati di Pagazzano, Bariano e Fornovo San Giovanni, per confluire infine nel Serio a sud di Mozzanica.

## Storia
(Mosè del Brolo)
Il presente vede il torrente Morla relegato ad un ruolo marginale nella vita cittadina, incanalato e nascosto per gran parte del suo percorso cittadino, con una portata idrica vicina allo zero ed a volte causa di miasmi dovuti agli scarichi ed alle acque stagnanti.

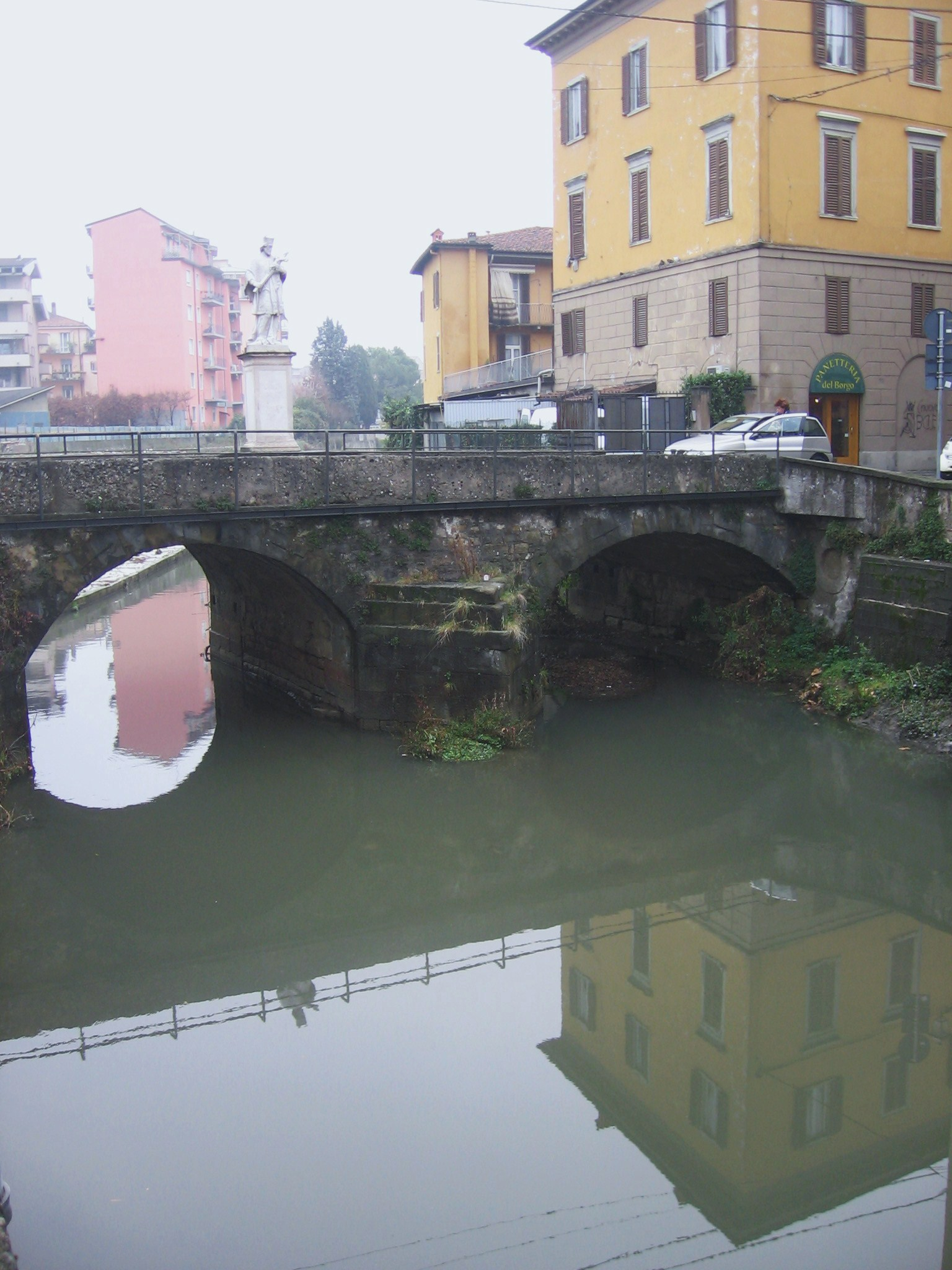
Il Morla presso il ponte di Borgo Palazzo

Ma la storia ricorda un vero e proprio fiume, il fiume di Bergamo, che con le sue vicende caratterizzò in modo significativo la vita degli abitanti stessi.
In epoca medievale difatti le sue sorgenti servivano a soddisfare i bisogni idrici e domestici della gente, ed il Morla (in quegli anni denominato 'Morgula') era considerato tanto importante da essere citato in documenti dell'anno 875, nei quali si menzione l'esistenza di una corte Morgula nei pressi di un Palatium imperiale, poi Borgo Palazzo situato nella parte bassa di Bergamo. Questa corte si sviluppava lungo il corso del fiume ed era proprietà dell'imperatore Ludovico I, il quale lo donò alla nipote Ermengarda. Successivi atti attestano il passaggio della corte Morgula a Berengario del Friuli prima e ad Adalberto, vescovo di Bergamo, poi.
Nel XII secolo il corso del torrente subì una parziale deviazione in direzione del borgo di Comun Nuovo, al fine di soddisfare i bisogni dei campi della pianura centrale bergamasca, contribuendo in modo significativo all'organizzazione agricola e degli insediamenti del paese stesso.

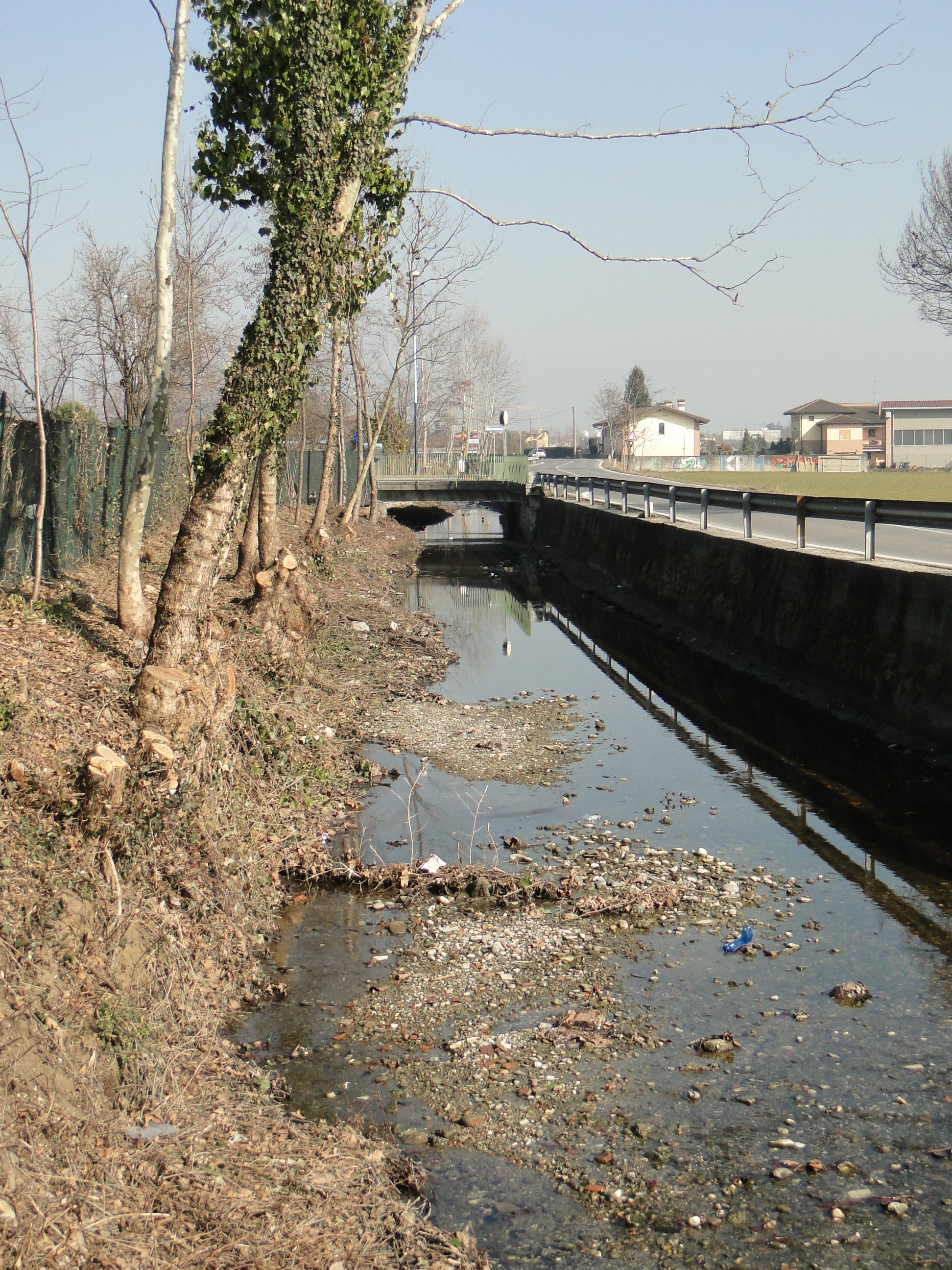
Tra Comun Nuovo e Zanica

In tempi recenti, almeno fino alla prima metà del XX secolo, il Morla era utilizzato per fini domestici, in primis per lavare i panni, e le sue acque possedevano una grande limpidezza. Inoltre il suo alveo, adagiato su uno strato impermeabile argilloso, permetteva l'estrazione di un'eccellente qualità di argilla, utilizzata per utensili di ogni genere.
Tuttavia fu anche protagonista di numerosi straripamenti che causarono ingenti danni, portando sovente anche morte e distruzione nel corso dei secoli: documentate sono le piene del 1896, del 1932, del 1937, del 1940, del 1946, del 1949 ma soprattutto del 3 maggio 1936. In quest'ultima occasione le cronache riportano una devastazione senza precedenti, tanto da inondare il piccolo cimitero di Valtesse, facendo affiorare le ossa dei defunti.
Si cercò quindi di porre rimedio a queste calamità studiando una soluzione definitiva. Dopo numerosi progetti si decise di canalizzare parte del corso cittadino del fiume, coprendone alcuni tratti. L'opera, che comportò ingenti sforzi non soltanto economici, si concluse nei primi anni sessanta, modificando definitivamente la natura del torrente.
La zona maggiormente interessata fu Borgo Santa Caterina, che vide scomparire totalmente il corso d'acqua che ne aveva caratterizzato la storia, posto sotto il manto di nuove strade e piazzali, su cui venne costruito anche il nuovo palazzetto dello sport della città. Venne quindi eliminato anche il caratteristico ponte di Borgo santa Caterina, da secoli delimitazione territoriale del quartiere stesso.
Un altro tratto in cui il torrente venne nascosto alla vista della città fu immediatamente dopo il ponte di Borgo Palazzo, per riemergere dal buio in prossimità della stazione ferroviaria, sotto la quale scorre l'ultimo tratto sotterraneo.
A seguito di questa grande opera il torrente venne relegato ad un ruolo sempre più marginale, tanto che col passare del tempo venne considerato sempre più una sorta di discarica a cielo aperto.

### XXI secolo

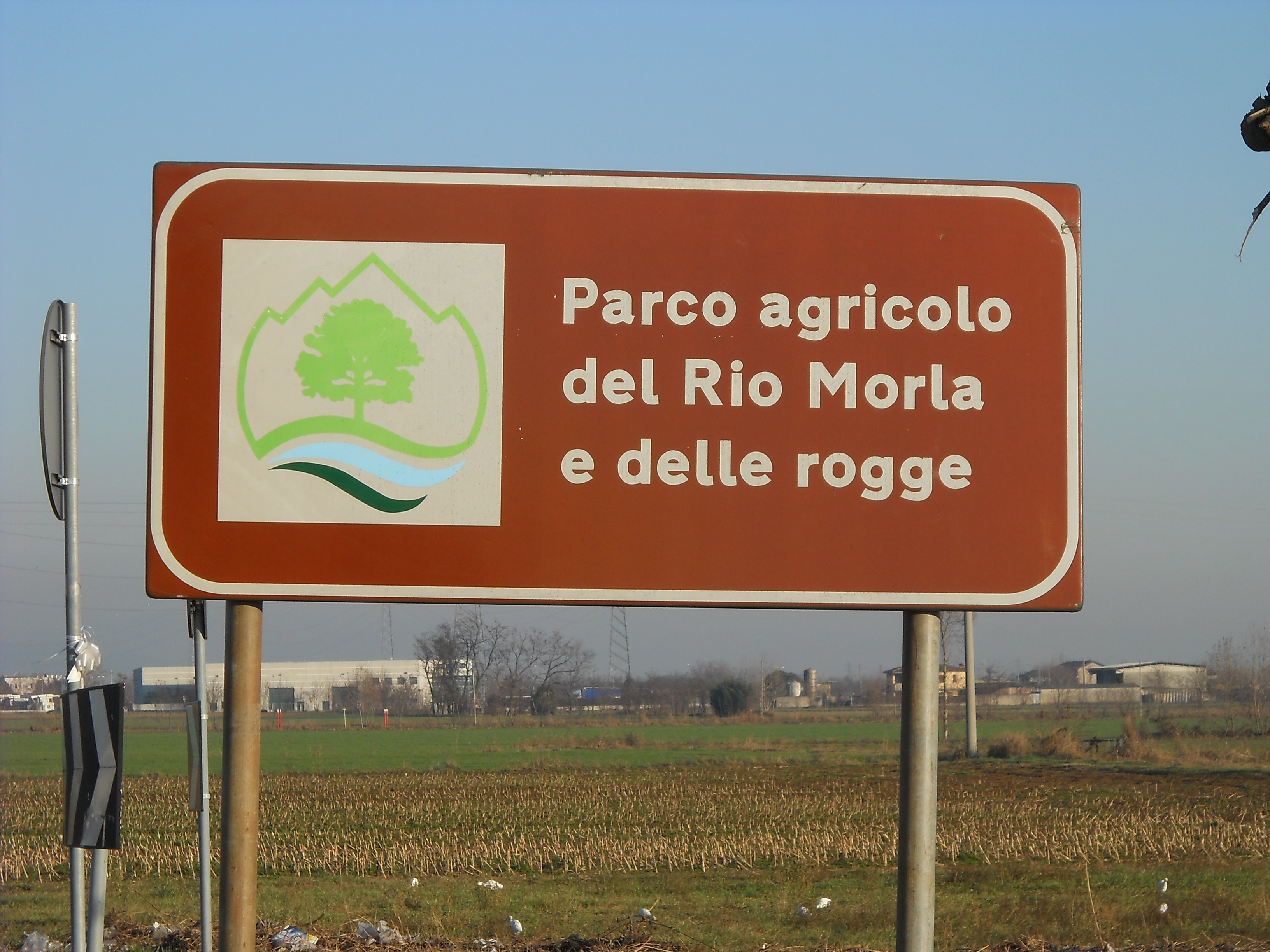
Cartello indicatore del Parco agricolo del Rio Morla e delle rogge

Soltanto con l'avvento del XXI secolo cominciò a verificarsi una nuova presa di coscienza da parte dei cittadini e delle autorità, che hanno posto il Morla al centro di un'opera di recupero ambientale.
A tal riguardo è nato il Parco agricolo del Rio Morla e delle rogge, un parco locale di interesse sovracomunale, volto alla tutela ed al rilancio delle aree della pianura bergamasca interessate dal corso del torrente stesso e dalle rogge da esso derivate, che coinvolge i paesi di Comun Nuovo, Levate, Stezzano e Zanica.